# Alexandre Tharaud

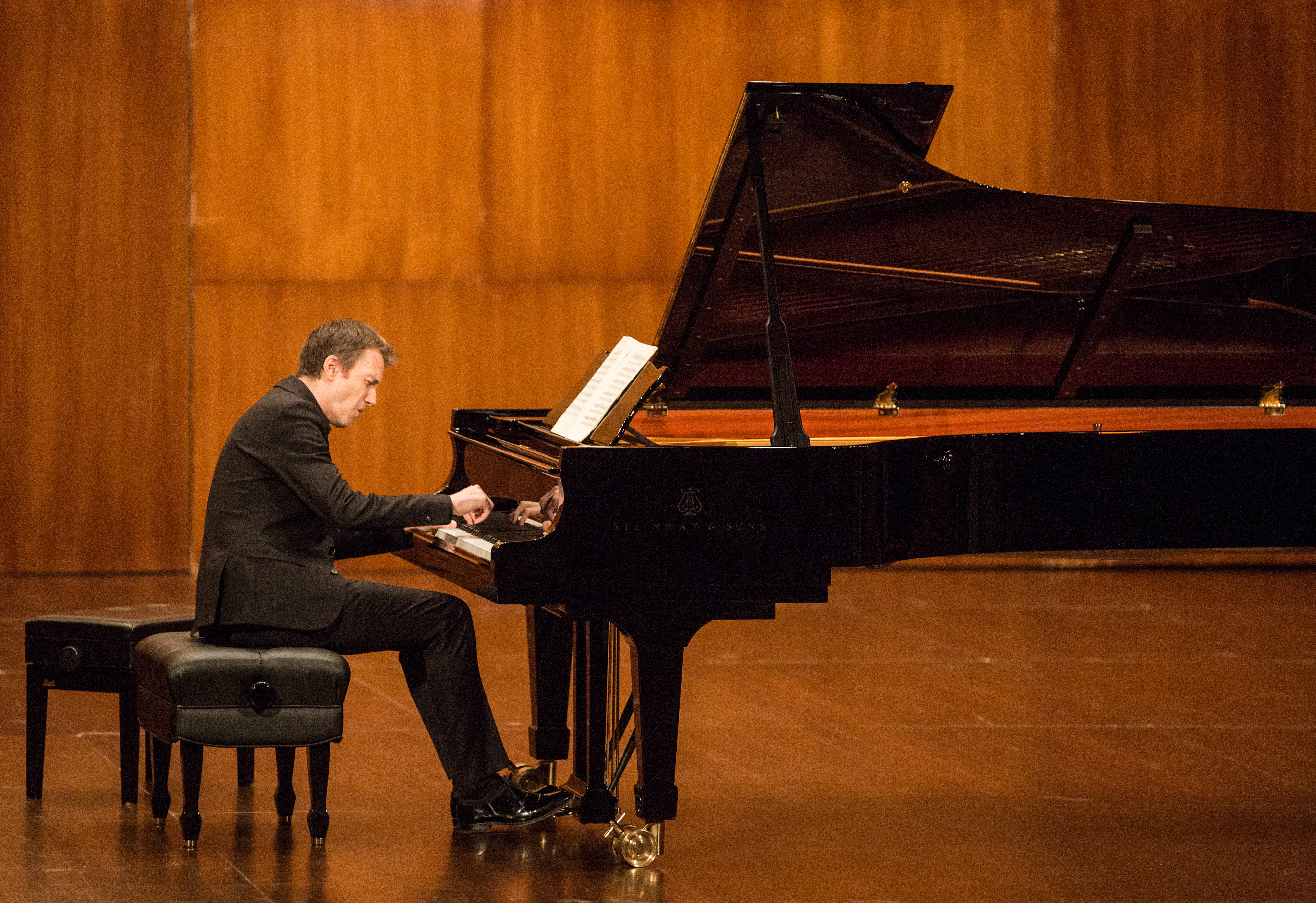
Alexandre Tharaud, 2018

Alexandre Tharaud (* 9. Dezember 1968 in Paris) ist ein französischer Pianist.

## Leben
Tharaud hatte ab dem fünften Lebensjahr Klavierunterricht bei Carmen Taccon-Devenat, einer Schülerin von Marguerite Long. Am Conservatoire de Paris trat er in die Klasse von Germaine Mounier ein. Mit siebzehn Jahren erhielt er den ersten Preis im Fach Klavier und vervollkommnete dann seine Ausbildung bei Theodor Paraskivesco, Nikita Magaloff, Claude Helffer und Leon Fleisher. Beim Concurs Internacional Maria Canals 1987 in Barcelona erhielt er den dritten Preis, beim Internationalen Musikwettbewerb der ARD 1989 in München den zweiten Preis.
Er trat als Solist mit verschiedenen französischen Orchestern (etwa dem Orchestre National de France oder dem Orchestre Philharmonique de Radio France), der Sinfonia Varsovia, dem Symphonieorchester des Bayerischen Rundfunks, dem Sinfonieorchester von Tokio und dem Netherlands Chamber Orchestra und unter Dirigenten wie Yutaka Sado, Georges Prêtre, Marc Minkowski und Jean-Jacques Kantorow auf. Als Kammermusiker arbeitete er u. a. mit dem Geiger Pierre Amoyal, den Flötisten Patrick Gallois und Philippe Bernold, den Klarinettisten Michel Portal und Michel Lethiec und dem Cellisten Jean-Guihen Queyras zusammen, mit dem er 2006 Franz Schuberts Arpeggione-Sonate aufnahm.
Tharaud spielte Uraufführungen von Kompositionen Renaud Gagneux’, Jacques Lenots, Guillaume Connessons, Thierry Pécous, Thierry Escaichs und Olivier Greifs. Auf dem Plattenmarkt wurde er 2001 mit einer Einspielung der Cembalosuiten Jean-Philippe Rameaus bekannt. Mehrfach ausgezeichnet wurde er für die Gesamtaufnahme des Klavierwerks Maurice Ravels. 2004 erhielt er den Edison Award. Mit dem Pianisten Éric Le Sage, der Geigerin Isabelle Faust, dem Trompeter David Guerrier und den Sängern Jean Delescluse und Juliette Noureddine nahm er 2009 Kompositionen Erik Saties auf. Für seine Einspielung der Sonaten von Domenico Scarlatti wurde ihm 2011 ein ECHO-Klassik-Preis verliehen. 2013 wurde er erneut mit dem ECHO Klassik „Klassik ohne Grenzen“ geehrt.
2012 übernahm er eine Nebenrolle als Pianist in Michael Hanekes Liebe und spielte die im Film vorkommenden Schubert-Stücke ein.

## Diskografie
| Jahr | Titel                                   | Höchstplatzierung, Gesamtwochen, AuszeichnungChartplatzierungen (Jahr, Titel, Platzierungen, Wochen, Auszeichnungen, Anmerkungen) | Höchstplatzierung, Gesamtwochen, AuszeichnungChartplatzierungen (Jahr, Titel, Platzierungen, Wochen, Auszeichnungen, Anmerkungen) | Höchstplatzierung, Gesamtwochen, AuszeichnungChartplatzierungen (Jahr, Titel, Platzierungen, Wochen, Auszeichnungen, Anmerkungen) | Anmerkungen             |
| Jahr | Titel                                   | FR | BEW | CH | Anmerkungen             |
| ---- | --------------------------------------- | --- | --- | --- | ----------------------- |
| 2005 | Bach: Concertos italiens                | FR60 (8 Wo.)FR | BEW67 (4 Wo.)BEW | — |                         |
| 2006 | Chopin: Valses                          | FR107 (9 Wo.)FR | — | — |                         |
| 2006 | Schubert: Arpeggione sonata             | FR188 (2 Wo.)FR | — | — | mit Jean-Guihen Queyras |
| 2007 | Couperin: Tic toc choc                  | FR96 (12 Wo.)FR | — | — |                         |
| 2008 | Chopin: Préludes                        | FR116 (8 Wo.)FR | — | — |                         |
| 2008 | Sonate N° 1. Valse. Scherzo. Intermezzo | FR145 (4 Wo.)FR | — | — | mit Jean-Guihen Queyras |
| 2009 | Satie: Avant-dernières pensées          | FR41 (17 Wo.)FR | BEW90 (1 Wo.)BEW | — |                         |
| 2009 | Chopin: Journal intime                  | FR77 (13 Wo.)FR | — | — |                         |
| 2010 | Chopin: Valses (2010)                   | FR94 (7 Wo.)FR | — | — |                         |
| 2010 | Baroque                                 | FR194 (1 Wo.)FR | — | — |                         |
| 2011 | D. Scarlatti: Sonatas                   | FR67 (8 Wo.)FR | — | — |                         |
| 2011 | Concertos pour piano - J.S. Bach        | FR55 (10 Wo.)FR | — | — |                         |
| 2012 | Le Bœuf sur le toit - Swinging Paris    | FR37 (17 Wo.)FR | BEW81 (12 Wo.)BEW | — |                         |
| 2013 | Autograph                               | FR76 (7 Wo.)FR | BEW128 (3 Wo.)BEW | — |                         |
| 2014 | Mozart - Haydn: Jeunehomme              | FR101 (3 Wo.)FR | BEW135 (1 Wo.)BEW | — |                         |
| 2015 | Bach: Goldberg Variations               | FR38 (11 Wo.)FR | BEW43 (7 Wo.)BEW | — |                         |
| 2016 | Tharaud Plays Rachmaninov               | FR63 (8 Wo.)FR | BEW110 (3 Wo.)BEW | — |                         |
| 2017 | Barbara                                 | FR45 (6 Wo.)FR | BEW43 (17 Wo.)BEW | CH80 (1 Wo.)CH |                         |
| 2019 | Versailles                              | FR70 (6 Wo.)FR | BEW153 (3 Wo.)BEW | — |                         |
| 2020 | Le poete du piano                       | FR112 (9 Wo.)FR | — | — |                         |
| 2022 | Cinéma                                  | FR82 (8 Wo.)FR | BEW36 (10 Wo.)BEW | — |                         |

Weitere Alben
- 1992: Maurice Ravel: Prélude, Miroirs, Sérénade grotesque usw.
- 1992: Darius Milhaud: Intégrale de l’œuvre pour violon et piano
- 1993: Edvard Grieg: Lyrische Stücke
- 1995: Darius Mihaud: Piano Music. Saudades do Brazil, La Muse ménagère, L’Album de Madame Bovary
- 1997: Musique française pour Clarinette et Piano (mit Ronald van Spaendonck)
- 1998: Emmanuel Chabrier: L’œuvre pour piano (vol. 1 à 3)
- 1999: Francis Poulenc: Complete Chamber Music (vol.1 à 5)
- 1999: Albert Roussel: Concertos pour orchestre
- 1999: Reynaldo Hahn: Quintette arve piano  (mit le Quatuor Parisii)
- 1999: Camille Saint-Saëns, Paul Ladmiradlt: Le Carnaval des animaux, Les Mémoire d’un âne de Ladmirault
- 1999: Franz Schubert: Moments musicaux D780, Sonate D664, Danses allemandes et Écossaises D783
- 2001: Zoltán Kodály: Sonatine pour violoncelle et piano, Adagio pour violoncelle et piano (mit Jean-Guihen Queyras)
- 2001: Alexandre Tharaud joue Rameau
- 2003: Franz Schubert: Divertissement à la hongroise (mit Zhu Xiao-Mei)
- 2003: Mauricio Kagel: Rrrrrrr...,Ludwig van, Der Eid des Hippokrates, Unguis incarnatus est, MM 51
- 2003: Maurice Ravel: L’œuvre pour piano
- 2004: Thierry Pécou: Outre-Mémoire
- 2008: Thierry Pécou: L’oiseau innumérable
- 2012: Amour